# Pseudominua convolvulus
Pseudominua convolvulus is een hooiwagen uit de familie Minuidae.